# 孫超 (陶藝家)
孫超（1929年—2024年2月19日），臺灣工藝家。專精於釉料研究及表現。2018年獲文化部頒「國家工藝成就獎」。

## 生平
1929年出生在中國徐州。少年時開始表現出他在美術上的天份。讀了一個學期後，國共戰爭爆發，孫超報考青年軍，展開長達16年的軍旅生涯。1949年隨裝甲兵部隊來臺:5-11。
1968年畢業於國立臺灣藝術專科學校美術科，主修雕塑。從小熱愛藝術的他在就讀藝專時受到良師啟蒙，從此與藝術創作結下不解之緣，畢業後任職於國立故宮博物院科技室，鑽研的領域從雕塑轉入了陶瓷，最後選擇「結晶釉」，做為他身的志業，終於開創「結晶釉」陶瓷，是其繼傳統色釉研究之後另一項重大的創新與突破，也是臺灣第一個做出高溫結晶釉的人。
在任職於國立故宮博物院器物處期間，孫超為故宮打造銅獅。他利用下班時間做了一年多，還故意把獅子蹲坐的後腿做成直角，彷彿是一格可以爬踏的階梯，前腳拐肘的捲毛也加大很多，讓小孩子可爬上去玩，這是孫超的赤子之心，源自於他想讓還不懂故宮之美的小孩對故宮留下可親可愛的記憶。銅獅完成於1974年，五十年來已變成故宮門前知名地景。但是，孫超認為，雕塑與擺放的空間需要有對話關係，因此對此座銅獅感到很不滿意。這一對他認為「非常非常醜」的獅子，後來分別在美國兩個中國城裡出現一模一樣的複製品，連獅子脖上掛的鈴鐺上面也有他暗暗以篆書署名「孫超」的字樣，至於怎麼流出？如何翻製？至今仍是一個謎。
2000年，71歲的孫超法國行之後，他的創作逐漸由立體的瓶罐造型，轉為氣勢磅礴的大幅瓷盤畫和瓷版畫，創造出全新概念「晶釉畫」—以瓷土為畫紙，釉藥為色料，噴槍為畫筆，窯火為發色劑，所創作出來的晶釉畫作品，為當代晶釉畫創作的先驅。孫超是臺灣結晶釉第一人。他夜以繼日研究如何以釉為顏料，以巨型瓷版為畫紙，把宇宙穹蒼、山水花影，甚至人生夢境，以他的結晶釉絕技，在烈火中幻化成極美的作品。
2008年國民黨黨主席吳伯雄訪問大陸，送給中共領導人胡錦濤的伴手禮「雨過天晴」，是孫超的結晶釉作品。英國大英博物館、維多利亞博物館及美國、法國、比利時等國重要博物館，以及中華民國故宮博物院、歷史博物館、臺灣美術館也都典藏他的作品。
孫超的人生似乎起步很晚，近五十歲才開始研發結晶釉，但他也在六十歲前夕即獲得國家文藝獎，六十八歲做出氣勢磅礡的十聯幅作品「天啟」（136x670公分），八十歲仍持續創作，並在九十歲前獲頒國家工藝成就獎。他的巨型結晶釉瓷板畫，是1250度高溫燒製的「火的藝術」，而孫超的人生也是在烈火之中迸出繁花的傳奇。
一頭閃亮銀髮是他的標誌，他認為「青春」與年齡無關，「害怕、不自信，才是衰老的原因」，他認為「年老，不是臉上的皺紋，只有放棄了自己理想，讓靈魂起皺紋，才是年老」。他越老越「漂亮」，在2016年時還意外獲得大陸「非凡時尚人物獎」。
孫超把自己的智慧財變成公共財，早早就把累積的創作經驗，公布在他《窯火中的創造》作品集之中，不論是釉方或火表，巨細靡遺。他希望與同好、同業一起站上「科學理性的堤岸」、「歷史巨人的肩頭」，放眼那「一覽不盡的美術河流」。

## 成就/榮譽
- 1986年獲頒國家文藝獎[11][12]，美術類(工藝 水彩結晶釉瓷)。
- 2009年獲「第六屆臺北陶藝獎」成就獎。
- 2018年獲頒國家工藝成就獎[4][10][13][14]。
- 2019年作品入藏國立臺灣工藝研究發展中心；獲新北市政府「第三屆新北文化貢獻獎」[15][16]。

### 褒揚令
2024年4月2日總統蔡英文明命褒揚資深工藝師孫超，總統褒揚令全文為：

資深工藝師孫超，賦性秀穎，樸淳謙厚。幼少紅羊浩劫，蹇頓失所；嗣隨政府播遷來臺，卒業現國立臺灣藝術大學。洎入故宮博物院任職，衡鑑固有陶瓷物件，浸淫歷代奇技鑽研，礱砥探求，細緻精微。平居醉心陶釉瑋藝，肇始逾五十載窯煙歲月，允為國內高溫「結晶釉」創作先河。復躬身闢建「田心窯陶藝工作室」，其成品綻放颯沓晶瑩蓓蕾，映現雋永寫意詩懷；勾勒幽邃靈動氛圍，融會視覺感官念想，朗暢飄灑，窮極巧妙；匠石斫鼻，玄致粹清。晚歲埋首大幅陶板晶釉畫，渲染璀璨瑰麗釉彩，形塑超凡脫俗別趣；繼瀝血付梓「窯火中的創作」一書，廣羅釉藥配方分析，闓闡嚴謹燒製流程，啟迪薰沐，金針度人。曾獲頒國家文藝獎、第六屆臺北陶藝獎成就獎暨文化部國家工藝成就獎等殊譽。綜觀生平，扢揚國家傳統工藝文化，張拓臺灣當代陶作美學，逸才出群，深功博古；茂績遺緒，海宇蜚聲。遽聞嵩齡凋殞，悼惜彌殷，應予明令褒揚，用示政府篤念材彥之至意。

總　　　統　蔡英文　　　　

行政院院長　陳建仁　　　　

## 相關著作/出版
- 孫超、關鄭 ，《 窯火中的創造》（新北市立鶯歌陶瓷博物館，2009）
- 孫超、關鄭，《 窯火中的創造》再版（ 國立臺灣工藝研究發展中心，2019）
- 國立臺灣工藝研究發展中心，《 火生蓮華：孫超的釉彩傳奇 2018國家工藝成就獎得獎者專輯》（ 國立臺灣工藝研究發展中心，2021）
- 太乙媒體事業有限公司 ，《超以象外—2018年國家工藝成就獎得獎者孫超紀錄片》（ 國立臺灣工藝研究發展中心，2019）

## 作品典藏
- 《相忘江湖》1996。國立臺灣美術館典藏。登錄號08800339。[18]
- 《奔騰》2005。國立臺灣工藝研究發展中心典藏。館藏編號:201802001[19]。
- 《穹蒼》2013。國立臺灣工藝研究發展中心典藏。館藏編號:201906002[20]。
- 《掠過峰頂》1993。新北市立鶯歌陶瓷博物館。登錄號：A-2009-01-021[21]。